# Мер Кестербріджа
Мер Кестербріджа (англ. The Mayor of  Casterbridge: The Life and Death of a Man of Character) — роман англійського письменника Томаса Гарді. Друкувався з січня 1886 року у щотижневих виданнях. У травні 1886 року вийшов окремою книгою у двох томах у видавництві Smith Elder&Co.

## Сюжет
На сільському ярмарку неподалік Кестербріджа 21-річний безробітний сп'янілий Майкл Хенчард сперечається зі своєю дружиною Сьюзен. Не усвідомлюючи своїх дій, він продає її разом із донькою-немовлям Елізабет-Джейн моряку Ньюсону. Маючи на думці, що внаслідок цієї угоди у Ньюсона є права на неї, Сьюзен уходить разом із ним та донькою.
Наступного дня  Хенчард відчуває каяття і намагається відшукати дружину та доньку, але не знаходить їх. Він дає слово 21 рік не торкатися спиртного та йде у Кестербрідж, найближче місто, найнятись в робітники.
Проходить 18 років. Хенчард завзято працює, розпочинає власну справу — успішно торгує зерном та врешті-решт стає мером Кестербріджа. Свою самотність він, не розкриваючи обставин, пояснює тим, що давно втратив дружину та доньку.
В цей час, отримавши звістку про загибель Ньюсона у морі, Сьюзен із донькою Елізабет-Джейн вирішує повернутись до Хенчарда. Прийшовши до Кестербріджа, вона передає йому записку з проханням зустрітися. Хенчард деякий час перебуває у розпачі. Він відчуває свій обов'язок щодо Сьюзен та доньки. Але з іншого боку, в нього також є обов'язок відносно іншої молодої жінки — Люсетти, яка доглядала його, коли він захворів під час торгової поїздки до Джерсі. Він пише їй листа, пояснюючи ситуацію та розриває заручини. Після цього Хенчард знов одружується із Сьюзен.
Під час цих подій до Кестербріджа приходить шотландець Дональд Фарфре, який добре знається в агрономії та торгівлі зерном. Завдяки своїм знанням та діловій енергії він стає управляючим Хенчарда.
Незабаром помирає Сьюзен та Хенчард із її листів дізнається, що його рідна донька померла в дитинстві, а Елізабет-Джейн насправді є донькою Ньюсена. Він починає неприязно ставитися до неї, через що вона переїжджає компаньйонкою до Люсетти Темплмен, яка приїхала до Кестербріджа, почувши про смерть Сьюзен. Люсетта має намір вийти заміж за Хенчарда, але випадково зустрічає Дональда Фарфре та закохується в нього.
Фарфре також подобається Люсетта. Він настільки успішно веде справи Хенчарда, що стає популярнішим за нього. Хенчард починає заздрити та звільняє його. Фарфре відкриває власну справу з торгівлі зерном. Хенчард, намагаючись розорити його, приймає ризиковані рішення та стає банкрутом. Його будинок та деякі речі купує Фарфре, який до того часу стає мером міста та одружується з Люсеттой. Разом зі своєю дружиною та її компаньйонкою Елізабет-Джейн він переїжджає в колишній будинок Хенчарда. При цьому він не до кінця розуміє причини ворожого ставлення до нього з боку Хенчарда, який колись відчував до нього дружні почуття. Фарфре пропонує йому жити під одним дахом в окремих кімнатах та Хенчард відмовляється. Але погоджується на іншу пропозицію і стає робітником у господарстві Фарфре.
Та його колишні відносини із Люсеттою, яка намагалася зберегти їх у таємниці, стають відомими у місті. Деякі мешканці влаштовують балаган, у якому висміюють її. Люсетта не витримує глузування та помирає через нервовий зрив.
Хенчард, розуміючи свою помилку, намагається відновити свої стосунки з Елізабет-Джейн. Вона вважає Хенчарда рідним батьком та співчуває йому в його життєвих обставинах.
Одного дня до Кестербріджа приїжджає Ньюсон, звістка про смерть якого виявилася помилковою. Він зустрічається із Хенчардом та розпитує його про Елізабет-Джейн. Боячись, що вона віддасть перевагу рідному батькові та залишить його, Хенчард відпровідає моряку, що Елізабет-Джейн померла. Ньюсон у розпачі від'їздить з Кестербріджа.
Але дізнавшись правду, він повертається та потрапляє на підготовку весілля Фарфре та Елізабет-Джейн. Ньюсон розповідає про вчинок Хенчарда і Елізабет-Джейн вважає, що після цього повинна забути про нього.
Хенчард з метою примирення приходить на весілля, але Елізабет-Джейн відповідає, що через його обман, вона більш не може любити та підтримувати його. Після цього Хенчард уходить з міста.
Через місяць після весілля, Фарфре та Елізабет-Джейн намагаються відшукати Хенчарда, але дізнаються що він помер на самоті. Вони також знаходять його заповіт, в якому він прохав забути його.

## Відгуки
Роман високо оцінювали англійські письменники Девід Герберт Лоуренс та Вірджинія Вульф.
Роберт Льюїс Стівенсон висловився, що «…прочитав „Мера Кестербріджа“ із захопленням: Хенчард — значна фігура, а Дорчестер намальований рукою майстра».

## Екранізації
- У 1921 році британським режисером Сідні Морганом був знятий однойменний німий фільм[3].
- У 1966 році індійським режисером С. Р. Путанною за мотивами роману був знятий фільм «Мер Неїр»[4].
- У 1978 році на британському каналі ВВС вийшов однойменний семісерійний серіал режисера Девіда Джайлза[5].
- У 2000 році режисером Майклом Вінтерботтомом за мотивами роману був знятий фільм «Золотий пил»[6].
- У 2003 році британським режисером Девідом Такером знятий однойменний телефільм[7].